# Sljezolike
Sljezolike (lat. Malvales), red biljaka koja se tradicionalno vodi pod razred dvosupnica (magnoliopsida), a po nekima pripada u rosopside. Nekadašnja samostalna porodica simalovke ili Bombacaceae Kunth sada se kao potporodica Bombacoideae Burnett priključuje porodici sljezovki (malvaceae), a isti je slučaj i s porodicom lipovki Tiliaceae Juss. koja se kao potporodica Tilioideae Arnott također priključuje u porodicu Malvaceae, dok se porodica Elaeocarpaceae DC. priključuje u red Oxalidales.

## Opis
Malvales, je biljni red srednje veličine, poznat kao Hibiscus ili red sljezova, većinom drvenastih biljaka, koji se sastoji od 10 porodica, 338 rodova i oko 6000 vrsta. Biljke rastu na različitim staništima u većem dijelu svijeta, a brojne su članice komercijalno važne.
U sustavu botaničke klasifikacije Angiosperm Phylogeny Group II (APG II), priznate porodice u Malvales obično se tretiraju u četiri skupine: Malvaceae, Cistaceae i Muntingiaceae (sa sestrinskom porodicom Cytinaceae); Bixaceae; Neuradaceae, Thymelaeaceae i Sphaerosepalaceae; te Sarcolaenaceae i Dipterocarpaceae.
Red je dio Rosid II grupe jezgrenih eudikota, zajedno s Brassicales, Huerteales i Sapindales. U prethodnim botaničkim sustavima, Elaeocarpaceae je obično bio uključen u Malvales ili blizu njih, ali pod APG II je smješten u Oxalidales. Većina porodica Malvales kako je razgraničeno u APG II smatra se više ili manje srodnim, iako se Neuradaceae često povezivalo s Rosaceae, a Thymelaeaceae s Myrtales ili Euphorbiaceae (Malpighiales u APG II). Muntingiaceae je nedavno (APG II) opisana porodica čije su rodove neki botaničari prethodno uključili u Flacourtiaceae, porodica koja je od tada raskomadana, ali čiji su članovi uglavnom uključeni u Malpighiales.
Zajedničke karakteristike
Mnoge pripadnike vrste Malvales lako je prepoznati po listovima koji često imaju dlanaste žile i prilično nabrekli vrh peteljke. Obično postoje trake vlakana u floemu (tkivo izvan drva), što njihovu koru čini žilavom ili vlaknastom. Prepoznatljive ciklopropenoidne masne kiseline uobičajene su kod pripadnika vrste Malvales, iako je nepoznato pojavljuju li se u svim porodicama reda; stanice sluzi su česte, kao i stipule.
Cvjetovi često imaju brojne prašnike; nema nektarnog diska; a obično ima samo nekoliko ovula u svakom odjeljku jajnika. Anatomija sjemena je vrlo osebujna, sa slojem jako zadebljalih i palisadnih stanica u unutarnjem dijelu ovojnice sjemena. Čašični listovi se često susreću na rubu (valvate) umjesto da se preklapaju. S druge strane, latice imaju tendenciju pravilnog preklapanja (zgrčenog). Čahura je bodljikava, a sjemenke ili unutrašnjost čahure su upadljivo dlakave. Dlake su u skupinama, ljuskaste ili zvjezdaste. Brojni prašnici koji se tako često nalaze u ovom redoslijedu vjerojatno potječu iz uobičajenijeg stanja Rosida u jezgri od 5 ili 10. Gledajući razvoj cvijeta, prvo se može vidjeti samo 5 ili 10 oteklina, ili primordija, a kasnije pojedinačne primordije na tim se oteklinama razvijaju brojni prašnici. Prvi prašnici koji sazrijevaju nalaze se u središtu cvijeta blizu jajnika. Ovo nije slično situaciji u bazalnim angiospermama, kao što su članovi Magnoliales, koji također imaju mnogo prašnika, ali se uvijek razvijaju sasvim odvojeno, a prvi prašnici koji sazrijevaju su blizu latica.

## Porodice
1. Familia Neuradaceae Kostel. (7 spp.)
  1. Neurada L. (1 sp.)
  2. Grielum L. (4 spp.)
  3. Neuradopsis Bremek. & Oberm. (2 spp.)
2. Familia Thymelaeaceae Juss. (940 spp.)
  1. Subfamilia Tepuianthoideae Reveal
    1. Tepuianthus Maguire & Steyerm. (6 spp.)

  2. Subfamilia Gonystyloideae Domke
    1. Tribus Synandrodaphneae Herber
      1. Synandrodaphne Gilg (1 sp.)

    2. Tribus Octolepideae Thonner
      1. Octolepis Oliv. (7 spp.)

    3. Tribus Gonystyleae Reveal
      1. Deltaria Steenis (1 sp.)
      2. Lethedon Spreng. (16 spp.)
      3. Solmsia Baill. (2 spp.)
      4. Arnhemia Airy Shaw (1 sp.)
      5. Gonystylus Teijsm. & Binn. (32 spp.)
      6. Amyxa Tiegh. (1 sp.)
      7. Aetoxylon (Airy Shaw) Airy Shaw (1 sp.)

  3. Subfamilia Thymelaeoideae Burnett
    1. Tribus Aquilarieae Horan.
      1. Aquilaria Lam. (21 spp.)
      2. Gyrinops Gaertn. (9 spp.)

    2. Tribus Thymelaeeae Endl.
      1. Linostoma Wall. ex Endl. (4 spp.)
      2. Jedda J. R. Clarkson (1 sp.)
      3. Lophostoma (Meisn.) Meisn. (4 spp.)
      4. Enkleia Griff. (3 spp.)
      5. Dicranolepis Planch. (18 spp.)
      6. Synaptolepis Oliv. (5 spp.)
      7. Craterosiphon Engl. & Gilg (10 spp.)
      8. Linodendron Griseb. (3 spp.)
      9. Stephanodaphne Baill. (9 spp.)
      10. Phaleria Jack (25 spp.)
      11. Peddiea Harv. (10 spp.)
      12. Daphnopsis Mart. & Zucc. (71 spp.)
      13. Goodallia Benth. (1 sp.)
      14. Funifera Leandro ex C. A. Mey. (4 spp.)
      15. Schoenobiblus Mart. & Zucc. (10 spp.)
      16. Ovidia Meisn. (2 spp.)
      17. Dirca L. (4 spp.)
      18. Lagetta Juss. (3 spp.)
      19. Daphne L. (80 spp.)
      20. Wikstroemia Endl. (105 spp.)
      21. Rhamnoneuron Gilg (1 sp.)
      22. Edgeworthia Meisn. (5 spp.)
      23. Thymelaea Mill. (31 spp.)
      24. Diarthron Turcz. (18 spp.)
      25. Stellera J. G. Gmel. ex L. (2 spp.)
      26. Englerodaphne Gilg (2 spp.)
      27. Atemnosiphon Leandri (1 sp.)
      28. Gnidia L. (155 spp.)
      29. Dais Royen ex L. (2 spp.)
      30. Struthiola L. (33 spp.)
      31. Lachnaea L. (40 spp.)
      32. Passerina L. (20 spp.)
      33. Drapetes Banks ex Lam. (1 sp.)
      34. Kelleria Endl. (12 spp.)
      35. Pimelea Banks ex Sol. (145 spp.)
      36. Lasiadenia Benth. (2 spp.)
3. Familia Sphaerosepalaceae Tiegh. (20 spp.)
  1. Rhopalocarpus Bojer (17 spp.)
  2. Dialyceras Capuron (3 spp.)
4. Familia Cochlospermaceae Planch. (19 spp.)
  1. Cochlospermum Kunth (19 spp.)
5. Familia Bixaceae Kunth (6 spp.)
  1. Bixa L. (6 spp.)
6. Familia Diegodendraceae Capuron (1 sp.)
  1. Diegodendron Capuron (1 sp.)
7. Familia Cistaceae Juss. (229 spp.)
  1. Fumana (Dunal) Spach (22 spp.)
  2. Lechea Kalm ex L. (18 spp.)
  3. Crocanthemum Spach (23 spp.)
  4. Hudsonia L. (3 spp.)
  5. Helianthemum Mill. (115 spp.)
  6. Tuberaria (Dunal) Spach (11 spp.)
  7. Halimium (Dunal) Spach (8 spp.)
  8. Cistus L. (29 spp.)
8. Familia Sarcolaenaceae Caruel (72 spp.)
  1. Rhodolaena Thouars (7 spp.)
  2. Schizolaena Thouars (22 spp.)
  3. Pentachlaena H. Perrier (4 spp.)
  4. Eremolaena Baill. (3 spp.)
  5. Perrierodendron Cavaco (5 spp.)
  6. Xyloolaena Baill. (5 spp.)
  7. Leptolaena Thouars (8 spp.)
  8. Sarcolaena Thouars (8 spp.)
  9. Mediusella (Cavaco) Hutch. (2 spp.)
  10. Xerochlamys Baker (8 spp.)
9. Familia Dipterocarpaceae Blume (542 spp.)
  1. Subfamilia Monotoideae Thonner
    1. Pseudomonotes Londoño, Alvarez, Forero & Morton (1 sp.)
    2. Monotes A. DC. (23 spp.)
    3. Marquesia Gilg (3 spp.)

  2. Subfamilia Pakaramaeoideae Maguire
    1. Pakaraimaea Maguire & P. S. Ashton (1 sp.)

  3. Subfamilia Dipterocarpoideae Burnett
    1. Tribus Vaterieae Miq.
      1. Anisoptera Korth. (11 spp.)
      2. Cotylelobium Pierre (5 spp.)
      3. Vatica L. (78 spp.)
      4. Upuna Symington (1 sp.)
      5. Stemonoporus Thwaites (25 spp.)
      6. Vateriopsis F. Heim (1 sp.)
      7. Vateria L. (3 spp.)

    2. Tribus Dipterocarpeae Rchb.
      1. Dipterocarpus C. F. Gaertn. (66 spp.)

    3. Tribus Dryobalanopseae Baill.
      1. Dryobalanops C. F. Gaertn. (8 spp.)

    4. Tribus Shoreeae Miq.
      1. Shorea Roxb. (188 spp.)
      2. Parashorea Kurz (12 spp.)
      3. Neobalanocarpus P. S. Ashton (1 sp.)
      4. Hopea Roxb. (115 spp.)
10. Familia Cytinaceae A. Rich. (12 spp.)
  1. Cytinus L. (8 spp.)
  2. Bdallophyton Eichler (3 spp.)
  3. Sanguisuga Fern. Alonso & H. Cuadros (1 sp.)
11. Familia Muntingiaceae C. Bayer (3 spp.)
  1. Subfamilia Muntingioideae Reveal
    1. Muntingia L. (1 sp.)
    2. Dicraspidia Standl. (1 sp.)

  2. Subfamilia Neotessmannioideae Burret
    1. Neotessmannia Burret (1 sp.)
12. Familia Malvaceae Juss. (5458 spp.)
  1. Subfamilia Grewioideae Dippel
    1. Hydrogaster Kuhlm. (1 sp.)
    2. Mollia Mart. & Zucc. (16 spp.)
    3. Trichospermum Blume (39 spp.)
    4. Tetralix Griseb. (5 spp.)
    5. Vasivaea Baill. (2 spp.)
    6. Grewia L. (263 spp.)
    7. Duboscia Bocq. (3 spp.)
    8. Desplatsia Bocq. (5 spp.)
    9. Luehea Willd. (19 spp.)
    10. Lueheopsis Burret (6 spp.)
    11. Goethalsia Pittier (1 sp.)
    12. Microcos L. (79 spp.)
    13. Eleutherostylis Burret (1 sp.)
    14. Colona Cav. (37 spp.)
    15. Glyphaea Hook. fil. (2 spp.)
    16. Heliocarpus L. (11 spp.)
    17. Triumfetta L. (177 spp.)
    18. Pseudocorchorus Capuron (6 spp.)
    19. Erinocarpus Nimmo ex J. Graham (1 sp.)
    20. Corchorus L. (75 spp.)
    21. Sparrmannia L. fil. (4 spp.)
    22. Clappertonia Meisn. (3 spp.)
    23. Ancistrocarpus Oliv. (3 spp.)
    24. Entelea R. Br. ex Sims (1 sp.)
    25. Apeiba Aubl. (11 spp.)

  2. Subfamilia Byttnerioideae Burnett
    1. Tribus Theobromateae A. Stahl
      1. Guazuma Mill. (3 spp.)
      2. Glossostemon Desf. (1 sp.)
      3. Theobroma L. (21 spp.)
      4. Herrania Goudot (18 spp.)

    2. Tribus Byttnerieae DC.
      1. Scaphopetalum Mast. (20 spp.)
      2. Leptonychia Turcz. (40 spp.)
      3. Abroma L. fil. (1 sp.)
      4. Kleinhovia L. (1 sp.)
      5. Rayleya Cristóbal (1 sp.)
      6. Byttneria Loefl. (140 spp.)
      7. Ayenia L. (76 spp.)
      8. Megatritheca Cristóbal (2 spp.)

    3. Tribus Lasiopetaleae DC.
      1. Seringia J. Gay (19 spp.)
      2. Commersonia J. R. Forst. & G. Forst. (30 spp.)
      3. Androcalva C. F. Wilkins & Whitlock (33 spp.)
      4. Maxwellia Baill. (1 sp.)
      5. Hannafordia F. Muell. (4 spp.)
      6. Guichenotia J. Gay (17 spp.)
      7. Lysiosepalum F. Muell. (4 spp.)
      8. Lasiopetalum Sm. (51 spp.)
      9. Thomasia J. Gay (30 spp.)

    4. Tribus Hermannieae DC.
      1. Melochia Dill. ex L. (64 spp.)
      2. Hermannia L. (173 spp.)
      3. Dicarpidium F. Muell. (1 sp.)
      4. Waltheria L. (62 spp.)
      5. Physodium J. Presl (2 spp.)

  3. Subfamilia Helicteroideae (Schott & Endl.) Meisn.
    1. Tribus Helictereae Schott & Endl.
      1. Reevesia Lindl. (22 spp.)
      2. Ungeria Schott & Endl. (1 sp.)
      3. Helicteres L. (67 spp.)
      4. Neoregnellia Urb. (1 sp.)
      5. Mansonia J. R. Drumm. (4 spp.)
      6. Triplochiton K. Schum. (2 spp.)

    2. Tribus Durioneae Becc.
      1. Neesia Blume (8 spp.)
      2. Coelostegia Benth. (6 spp.)
      3. Kostermansia Soegeng (1 sp.)
      4. Cullenia Wight (2 spp.)
      5. Boschia Korth. (6 spp.)
      6. Durio Adans. (27 spp.)

  4. Subfamilia Dombeyoideae Beilschm.
    1. Nesogordonia Baill. (22 spp.)
    2. Burretiodendron Rehder (6 spp.)
    3. Schoutenia Korth. (10 spp.)
    4. Pterospermum Schreb. (52 spp.)
    5. Corchoropsis Siebold & Zucc. (3 spp.)
    6. Pentapetes L. (1 sp.)
    7. Harmsia K. Schum. (2 spp.)
    8. Cheirolaena Benth. (1 sp.)
    9. Melhania Forssk. (72 spp.)
    10. Ruizia Cav. (13 spp.)
    11. Dombeya Cav. (195 spp.)
    12. Andringitra Skema (6 spp.)
    13. Hafotra Dorr (1 sp.)
    14. Eriolaena DC. (27 spp.)

  5. Subfamilia Tilioideae Arn.
    1. Tribus Tilieae Bartl.
      1. Tilia L. (37 spp.)
      2. Mortoniodendron Standl. & Steyerm. (17 spp.)

    2. Tribus Craigieae Hung T. Chang & R. H. Miao
      1. Craigia W. W. Sm. & W. E. Evans (2 spp.)

  6. Subfamilia Brownlowioideae Burnett
    1. Diplodiscus Turcz. (10 spp.)
    2. Indagator Halford (1 sp.)
    3. Brownlowia Roxb. (29 spp.)
    4. Pentace Hassk. (26 spp.)
    5. Pityranthe Thwaites (2 spp.)
    6. Jarandersonia Kosterm. (9 spp.)
    7. Christiana DC. (5 spp.)
    8. Berrya Roxb. (11 spp.)

  7. Subfamilia Sterculioideae Burnett
    1. Sterculia L. (174 spp.)
    2. Brachychiton Schott & Endl. (33 spp.)
    3. Cola Schott & Endl. (119 spp.)
    4. Octolobus Welw. (3 spp.)
    5. Acropogon Schltr. (27 spp.)
    6. Pterygota Schott & Endl. (18 spp.)
    7. Franciscodendron B. P. M. Hyland & Steenis (1 sp.)
    8. Argyrodendron F. Muell. (4 spp.)
    9. Firmiana Marsili (17 spp.)
    10. Hildegardia Schott & Endl. (12 spp.)
    11. Scaphium Schott & Endl. (8 spp.)
    12. Pterocymbium R. Br. (11 spp.)
    13. Heritiera Dryand. (36 spp.)

  8. Subfamilia Bombacoideae Burnett
    1. Tribus Bernoullieae Carv.-Sobr.
      1. Bernoullia Oliv. (3 spp.)
      2. Gyranthera Pittier (3 spp.)
      3. Huberodendron Ducke (4 spp.)

    2. Tribus Adansonieae Horan.
      1. Adansonia L. (9 spp.)
      2. Cavanillesia Ruiz & Pav. (4 spp.)
      3. Aguiaria Ducke (1 sp.)
      4. Catostemma Benth. (15 spp.)
      5. Scleronema Benth. (5 spp.)

    3. Tribus Bombaceae Kunth
      1. Bombax L. (11 spp.)
      2. Pachira Aubl. (53 spp.)
      3. Eriotheca Schott & Endl. (31 spp.)
      4. Spirotheca Ulbr. (8 spp.)
      5. Neobuchia Urb. (1 sp.)
      6. Ceiba Mill. (19 spp.)
      7. Pseudobombax Dugand (30 spp.)
      8. Septotheca Ulbr. (1 sp.)

    4. Tribus Bombacoideae incertae sedis
      1. Pentaplaris L. O. Williams & Standl. (3 spp.)
      2. Marcanodendron Doweld (1 sp.)
      3. Camptostemon Mast. (3 spp.)
      4. Howittia F. Muell. (1 sp.)

  9. Subfamilia Malvoideae Burnett
    1. Tribus Hibisceae Rchb.
      1. Radyera Bullock (2 spp.)
      2. Peltaea (J. Presl) Standl. (21 spp.)
      3. Decaschistia Wight & Arn. (14 spp.)
      4. Hibiscus L. (425 spp.)
      5. Hibiscadelphus Rock (8 spp.)
      6. Roifia Verdc. (1 sp.)
      7. Lagunaria (DC.) Rchb. (2 spp.)
      8. Talipariti Fryxell (23 spp.)
      9. Papuodendron C. T. White (2 spp.)
      10. Kosteletzkya J. Presl (27 spp.)
      11. Abelmoschus Medik. (12 spp.)
      12. Senra Cav. (1 sp.)
      13. Wercklea Pittier & Standl. (13 spp.)
      14. Symphyochlamys Gürke (1 sp.)
      15. Megistostegium Hochr. (3 spp.)
      16. Perrierophytum Hochr. (9 spp.)
      17. Humbertiella Hochr. (6 spp.)
      18. Helicteropsis Hochr. (1 sp.)
      19. Humbertianthus Hochr. (1 sp.)
      20. Cenocentrum Gagnep. (1 sp.)
      21. Urena L. (6 spp.)
      22. Malachra L. (8 spp.)
      23. Phragmocarpidium Krapov. (1 sp.)
      24. Rojasimalva Fryxell (1 sp.)
      25. Pavonia Cav. (293 spp.)
      26. Jumelleanthus Hochr. (1 sp.)
      27. Malvaviscus Fabr. (11 spp.)
      28. Anotea (DC.) Kunth (1 sp.)
      29. Woodianthus Krapov. (1 sp.)

    2. Tribus Kydieae Bates
      1. Julostylis Thwaites (3 spp.)
      2. Dicellostyles Benth. (2 spp.)
      3. Kydia Roxb. (2 spp.)

    3. Tribus Gossypieae Alef.
      1. Cephalohibiscus Ulbr. (1 sp.)
      2. Cienfuegosia Cav. (28 spp.)
      3. Lebronnecia Fosberg & Sachet (1 sp.)
      4. Hampea Schltdl. (22 spp.)
      5. Thespesia Sol. ex Corrêa (18 spp.)
      6. Thepparatia Phuph. (1 sp.)
      7. Gossypioides Skovst. (2 spp.)
      8. Kokia Lewton (4 spp.)
      9. Gossypium L. (51 spp.)

    4. Tribus Malveae J. Presl
      1. Neobaclea Hochr. (1 sp.)
      2. Corynabutilon (K. Schum.) Kearney (7 spp.)
      3. Tetrasida Ulbr. (4 spp.)
      4. Hochreutinera Krapov (2 spp.)
      5. Spirabutilon Krapov. (1 sp.)
      6. Abutilon Tourn. ex Mill. (163 spp.)
      7. Billieturnera Fryxell (1 sp.)
      8. Pseudabutilon R. E. Fr. (19 spp.)
      9. Allowissadula D. M. Bates (9 spp.)
      10. Wissadula Medik. (37 spp.)
      11. Bastardiastrum (Rose) D. M. Bates (8 spp.)
      12. Herissantia Medik. (5 spp.)
      13. Bastardiopsis (K. Schum.) Hassl. (6 spp.)
      14. Robinsonella Rose & Baker fil. (16 spp.)
      15. Akrosida Fryxell & Fuertes (2 spp.)
      16. Dendrosida Fryxell (6 spp.)
      17. Allosidastrum (Hochr.) Krapov., Fryxell & D. M. Bates (4 spp.)
      18. Rhynchosida Fryxell (2 spp.)
      19. Krapovickasia Fryxell (5 spp.)
      20. Malvella Jaub. & Spach (4 spp.)
      21. Meximalva Fryxell (2 spp.)
      22. Sidastrum Baker fil. (8 spp.)
      23. Sida L. (279 spp.)
      24. Ripariosida Weakley & D. B. Poind. (1 sp.)
      25. Bordasia Krapov. (1 sp.)
      26. Dirhamphis Krapov. (2 spp.)
      27. Batesimalva Fryxell (5 spp.)
      28. Horsfordia A. Gray (4 spp.)
      29. Allobriquetia Bovini (3 spp.)
      30. Briquetia Hochr. (2 spp.)
      31. Fryxellia D. M. Bates (1 sp.)
      32. Callianthe Donnell (49 spp.)
      33. Bakeridesia Hochr. (22 spp.)
      34. Phymosia Desv. (8 spp.)
      35. Andeimalva J. A. Tate (5 spp.)
      36. Malacothamnus Greene (14 spp.)
      37. Neobrittonia Hochr. (1 sp.)
      38. Iliamna Greene (8 spp.)
      39. Kearnemalvastrum D. M. Bates (2 spp.)
      40. Malvastrum A. Gray (23 spp.)
      41. Sphaeralcea A. St.-Hil. (46 spp.)
      42. Tarasa Phil. (27 spp.)
      43. Urocarpidium Ulbr. (1 sp.)
      44. Fuertesimalva Fryxell (16 spp.)
      45. Calyculogygas Krapov. (2 spp.)
      46. Monteiroa Krapov. (11 spp.)
      47. Calyptraemalva Krapov. (1 sp.)
      48. Napaea L. (1 sp.)
      49. Eremalche Greene (3 spp.)
      50. Sidasodes Fryxell & Fuertes (2 spp.)
      51. Acaulimalva Krapov. (21 spp.)
      52. Palaua Cav. (16 spp.)
      53. Nototriche Turcz. (111 spp.)
      54. Modiola Moench (1 sp.)
      55. Modiolastrum K. Schum. (6 spp.)
      56. Gaya Kunth (38 spp.)
      57. Cristaria Cav. (20 spp.)
      58. Lecanophora Speg. (7 spp.)
      59. Anoda Cav. (23 spp.)
      60. Periptera DC. (5 spp.)
      61. Kitaibela Willd. (2 spp.)
      62. Malope L. (4 spp.)
      63. Anisodontea J. Presl (19 spp.)
      64. Alcea L. (79 spp.)
      65. Althaea L. (10 spp.)
      66. Malvalthaea Iljin (2 spp.)
      67. Malva L. (55 spp.)
      68. Callirhoe Nutt. (9 spp.)
      69. Sidalcea A. Gray ex Benth. (29 spp.)
      70. Hoheria A. Cunn. (7 spp.)
      71. Lawrencia Hook. (13 spp.)
      72. Plagianthus J. R. Forst. & G. Forst. (3 spp.)
      73. Gynatrix Alef. (2 spp.)
      74. Asterotrichion Klotzsch (1 sp.)

    5. Tribus nerazvrstani Malvoideae
      1. Patinoa Cuatrec. (4 spp.)
      2. Ochroma Sw. (1 sp.)
      3. Phragmotheca Cuatrec. (11 spp.)
      4. Matisia Humb. & Bonpl. (60 spp.)
      5. Quararibea Aubl. (50 spp.)
      6. Fremontodendron Coult. (3 spp.)
      7. Chiranthodendron Sessé ex Larreat. (1 sp.)